# Have a Nice Day
Pour les articles homonymes, voir Have a Nice Day (film).
Albums de Bon Jovi
100,000,000 Bon Jovi Fans Can't Be Wrong
(2004) Live from the Have a Nice Day Tour
(2006)
Singles
1. Have a Nice Day
Sortie : 30 août 2005
2. Welcome to Wherever You Are
Sortie : 17 janvier 2006
3. Who Says You Can't Go Home
Sortie : 1er mars 2006
4. I Want to Be Loved
Sortie : 21 avril 2006

Have a Nice Day est le 9e album studio du groupe Bon Jovi, sorti en 2005.

## Liste des titres

### Édition US & Canada
1. Have a Nice Day
2. I Want to Be Loved
3. Welcome to Wherever You Are
4. Who Says You Can't Go Home
5. Last Man Standing
6. Bells of Freedom
7. Wildflower
8. Last Cigarette
9. I Am
10. Complicated
11. Novocaine
12. Story of My Life

### Édition Européenne / Édition US + Bonus
- Dirty Little Secret

### Édition Japonaise / Édition US + Bonus
- Dirty Little Secret
- Who Says You Can't Go Home (feat. Sugarland)
- Unbreakable
- These Open Arms

## Formation
- Jon Bon Jovi - chants & guitare acoustique
- Richie Sambora - guitares & chœurs
- Tico Torres - batterie, percussion
- David Bryan - piano, claviers, chœurs
- Hugh McDonald - basse, chœurs

## Enregistrement
L'album fut enregistré durant l'été 2004 mais était très différent du résultat final. ce n'est qu'à la fin de l'automne 2004, avant de remettre le résultat à sa maison de disques, que Jon Bon Jovi, peu satisfait du résultat, a voulu retravailler certains aspects du disque. Certains textes furent retouchés, et la chanson Have a Nice Day fut totalement réenregistrée. Quatre nouvelles chansons furent enregistrées, ce qui bouleversa la liste finale des titres apparaissant sur l'album. Un titre resta totalement inédit commercialement, Nothing. Il fut offert à Bo Bice qui l'a mis dans son premier album sous le titre Nothing Without You. Néanmoins, cette chanson est apparue sur le net dans la version d'origine.
La version country de Who Says You Can't Go Home était d'abord chantée en duo avec Keith Urban, mais pour des similitudes de timbre de voix, Jennifer Nettles de Sugarland réenregistra le texte initialement donné au chanteur country. Sous cette forme, le titre devint numéro un des charts country aux états-Unis, un exploit jamais atteint par un groupe rock.